# Exilicrusta
Exilicrusta Y.M. Chamberlain, 1992  é o nome botânico  de um gênero de algas vermelhas pluricelulares da família Hapalidiaceae, sufamília Melobesioideae.

## Espécies
Atualmente 1 espécie é considerada taxonomicamente válida:
- Exilicrusta parva Y.M. Chamberlain 1992